# Нов историцизъм
Новият историцизъм е течение в литературната теория, което се развива през 80-те години на ХХ век, главно чрез работата на литературните историци Стивън Грийнблат, Луис Монтроуз, Катрин Галахър, Стивън Оргъл, Питър Сталибрас, Джонатан Долимор, Джейн Томпкинс, Джийн Хауард, но си спечелва разпространение и влияние през 90-те години, когато към движението започват да бъдат причислявани и Уолтър Бен Майкълс, Дон Уейн, Артър Мароти, Анабел Патерсън, Дебора Шугър и мнозина други.

## Основни положения
Новите историци се стремят едновременно да разберат произведението през неговия исторически контекст и да разберат културната и интелектуална история през литературата, която документира новата дисциплина в историята на идеите. Мишел Фуко базира неговия подход едновременно върху неговата теория за границите на колективното културно познание и на неговата техника за проучване на широк масив документи, за да се разбере епистемата в определено време. Новият историцизъм е обявен за по-неутрален подход към историческите събития и за чувствителен към различните култури. Харолд Арам Веесер, в предговора на прочут сборник с есета, озаглавен Новият историцизъм (1989), отбелязва, че основните положения, които се появяват непрекъснато в Новия историцизъм са:
- всеки експресивен акт е въвлечен в мрежа от материални практики;
- всеки акт на демаскиране, критика и опозиция използва инструментите, които осъжда и рискува да падне жертва на практиката, която излага;
- литературните и не-литературните „текстове“ се разпространяват неразделимо;
- никакво говорено, въображаемо или архивно не дава достъп до стабилни и неизменни истини, нито изразява някаква неизменна човешка природа;
- критичен метод и език, адекватен да представи една капиталистическа култура, участва в икономиката, която описва [2].

## Вдъхновители
Новият историцизъм може да бъде видян като постмодерно и отвъдатлантическо продължение на 'културния материализъм' – концепцията, добила популярност във Великобритания след средата на ХХ в.
По отношение на историцизма и политическите интерпретации Новият историцизъм е задължен на марксизма. Но докато марксизмът (поне в своите по-груби форми) гледа на литературата като част от една „суперструктура“ („надстройка“), в която се проектира икономическата „основа“ (тоест материалните отношения на продукцията), привържениците на Новия историцизъм се стремят да заемат по-нюансирана гледна точка, гледайки на литературата не само като на класово относима, но като я разширяват по отношение на социума по-общо. Тази гледна точка произтича главно от Мишел Фуко и неговата работа в критическата теория (главно книгите му История на лудостта в класическата епоха, 1961, и Археология на знанието, 1969), а също от трудовете на антрополога Клифърд Гиърц Интерпретация на културата (1973) и Локална наука (1983).

## Хронология
- 1980 – Стивън Грийнблат публикува сборника си със студии върху английската ренесансова култура Renaissance Self-Fashioning: from More to Shakespeare, считан за първи манифест на движението,
- 1982 – влиятелното литературоведско списание „Genre“ отпечатва брой, посветен на Новия историцизъм,
- 1983 – започва да излиза ново списание – „Representations“, нещо като орган на движението,
- 1988 – Грийнблат публикува книгата си Shakespearean Negotiations: The Circulation of Social Energy in Renaissance England,
- 1989 – под редакцията на Веесер излиза сборникът The New Historicism,
- 1994 – The New Historicism Reader – вторият влиятелен сборник с текстове под редакцията на Веесер.

## В България
Българският литературовед Йордан Ефтимов оценява ползата на Новия историзъм преди всичко с оглед разглеждането на художествената литература като съвсем не невинно занимание:
| „ | „Това, което е особено полезно за съвременното българско литературознание, е, че ако следваме тази концепция за литературата, ние не би трябвало да мислим, че идеологията е нещо привнесено в нея. Че има някаква „чиста“ литература, която обаче понякога става заложник на властта и идеологията. Защото литературата е продукт на историята, но също е и неин автор.“ | “ |

## Критика
Харолд Блум критикува Новия историцизъм, защото води до редуциране на литературата в бележка под линия на историята и че не обръща никакво внимание на детайлите от поетиката при анализа на литературните произведения.
Критическа реакция на Новия историцизъм, представен от есетата в едноименния сборник, е засвидетелствана от Стенли Фиш с неговия текст „Млади и неспокойни“, поместен в края на самата книга. Изводът е, че след като „методологията на Новия историцизъм (за разлика от отговорите, които той дава на едни всъщност съвсем традиционни въпроси) в крайна сметка не е различна от всяка друга, то твърдението му, че е политически ангажиран по начин, по който другите историцизми не са, не може да бъде удържано“. Kритични методологически забележки формулира и Хейдън Уайт в последното есе от същия сборник.
В популярна форма неодобрение към Новия историцизъм е изказал публично и романистът Майкъл Крайтън. В лекция през 2002 г. той заявява, че Новият историцизъм е заразен от употребата на крещяща спекулация, която превръща критиката в трудна или невъзможна за традиционната логика и фактологични критерии:
| „ | „вашият анализ на причините за Първата световна война може да бъде дискутиран от други авторитети /власти/. Но вашето есе в стила на Новия историцизъм, което включва вашата собствена фантазия за това какво би било, ако се бяхте били в Първата световна... добре, това е неоспоримо. И дори още по-добре, какво ще кажете за теория за произхода на войната започваща от палеолитния човек в пещерите? Това вече е наистина неоспоримо“. | “ |